# تاکارازوکا ریویو
تاکارازوکا ریویو (به ژاپنی: 宝塚歌劇団 Takarazuka Revue)، یک گروه تئاتر موزیکال ژاپنی است که در تاکارازوکا، هیوگو، استان هیوگو، ژاپن واقع شده است. زنان همه نقش‌ها را در تولیدات مجلل به سبک تئاتر برادوی از موزیکال‌ها و داستان‌های سبک غربی که از فیلم‌ها، رمان‌ها، شوجو مانگا و داستان‌های عامیانه ژاپنی اقتباس شده‌اند، بازی می‌کنند. شرکت تاکارازوکه رویو یک بخش از شرکت راه‌آهن هانکیو است. همه اعضای گروه توسط هانکیو استخدام می‌شوند.